# Scinax sugillatus
Scinax sugillatus és una espècie de granota que es troba a Colòmbia i l'Equador.